# Bērze
Die Bērze (deutsch Behrse) ist ein Fluss im Westen Lettlands.
Der Oberlauf des Flusses ist gewunden und hat steile Ufer. Oberhalb Biksti führt die Zušupite das Wasser des Zebrus-Sees zu. Beim ehemaligen Wasserkraftwerk Annenieki besteht eine Staumauer. Früher mündete die Bērze direkt in die Lielupe. Seit dem Bau eines Kanals Anfang des 19. Jahrhunderts wird der Fluss in die Svēte geleitet.
Größte Zuflüsse sind Sesava und Bikstupe, die größten Orte am Ufer Zebrene, Biksti, Kaķenieki, Annenieki, Dobele, Bērze und Līvbērze.  